# Bernd Höing
Bernd Höing (* 4. März 1955 in Berlin) ist ein ehemaliger Ruderer aus der DDR. 1980 wurde Höing Olympiasieger im Achter.
Der Ruderer vom SC Dynamo Berlin war Schlagmann des Achters, der 1978 Weltmeister wurde. Dafür wurde die Weltmeister-Crew in der DDR zur Mannschaft des Jahres gewählt. 1979 wurde der Achter erneut Weltmeister. 1980 bei den Olympischen Spielen 1980 in Moskau gewann der Achter in der Besetzung Bernd Krauß, Hans-Peter Koppe, Ulrich Kons, Jörg Friedrich, Jens Doberschütz, Ulrich Karnatz, Uwe Dühring, Bernd Höing und Steuermann Klaus-Dieter Ludwig mit fast drei Sekunden Vorsprung auf die zweitplatzierten Briten. Vom 1978er Achter waren außer Höing noch Dühring und Karnatz dabei; Friedrich, Krauß und Ludwig waren 1979 ins Weltmeister-Boot gekommen, Kons war 1977 dabei gewesen, Doberschütz und Koppe waren neu im Achter. Nach einem vierten Platz bei der Weltmeisterschaft 1981 wurde der Achter der DDR 1982 und 1983 jeweils Vizeweltmeister.
Höing wurde für seine sportlichen Erfolge 1978, 1980 und 1984 mit dem Vaterländischen Verdienstorden ausgezeichnet.
Höing, von Beruf Kellner, absolvierte ein Fachschulstudium für Staatswissenschaft und war als Offizier im Präsidium der Deutschen Volkspolizei in Ost-Berlin angestellt. Nach der Wende in der DDR übernahm er eine Gastwirtschaft.